# Sõmeri
Sõmeri är en ö i Moonsund (estniska: Väinameri) utanför Estlands västkust. Den ligger i Ridala kommun i Läänemaa, 100 km sydväst om huvudstaden Tallinn. Arean är 0,4 kvadratkilometer.
Terrängen på Sõmeri är mycket platt och dess högsta punkt är belägen 5 meter över havet. Den sträcker sig 1,1 kilometer i nord-sydlig riktning, och 0,8 kilometer i öst-västlig riktning. Söderut ligger den något större ön Liialaid som vid lågvatten blir landfast med Sõmeri. Norrut ligger ön Rukkirahu, revet Kuivarahu och färjeläget Rus (Rohükula) och söderut ligger öarna Tauksi och Mustarahu samt halvön Puise poolsaar och dess två uddar Sassi poolsaar och Puise nina. På halvöns andra sidan breder Matsalviken (Matsalu laht) ut sig, vilken har namngett Matsalu nationalpark där även Sõmeri ingår.